# Kritscherysia seyrigi
Kritscherysia seyrigi är en stekelart som först beskrevs av Granger 1949.  Kritscherysia seyrigi ingår i släktet Kritscherysia och familjen bracksteklar. Inga underarter finns listade i Catalogue of Life.